# Mr. Majestyk
Pour plus de détails, voir Fiche technique et Distribution.
Mr. Majestyk est un film américain réalisé par Richard Fleischer, sorti en 1973. Charles Bronson y incarne le personnage de Vince Majestyk, qui apparait initialement dans le roman The Big Bounce d'Elmore Leonard, qui signe ici le scénario original.

## Synopsis
Vincent "Vince" Majestyk dirige une exploitation de pastèques de 65 hectares, où il emploie essentiellement des travailleurs immigrés. Parce qu'il s'est débarrassé par des moyens plutôt expéditifs des complices de Bobby Kopas, qui fait travailler uniquement des Blancs et qui voulait lui imposer ses volontés, Majestyk purge une peine de prison. C'est là qu'il fait la connaissance d'un nommé Frank Renda, un dangereux tueur à gages. Au cours du voyage qui les conduit au tribunal, les complices de Renda attaquent le car, mais c'est Majestyk qui en prend les commandes et le mène à la montagne. Là, menottes aux mains, Renda lui propose un marché... que Vince refuse : il préfère remettre le gangster à la police en échange de sa propre liberté. Mais Renda s'échappe et jure vengeance.

## Fiche technique
- Titre original : Mr. Majestyk
- Réalisation : Richard Fleischer, assisté de Paul Baxley (non crédité)
- Scénario : Elmore Leonard
- Photographie : Richard H. Kline
- Montage : Ralph E. Winters
- Musique : Charles Bernstein
- Producteur : Walter Mirisch
- Société de production :  The Mirisch Corporation
- Société de distribution : United Artists
- Genre : drame, policier, aventures, thriller
- Durée : 103 minutes
- Pays de production :  États-Unis
- Affiche : Jouineau Bourduge (France)

## Distribution
- Charles Bronson  (VF : Claude Bertrand) : Vincent "Vince" Majestyk dit Mister Majestyk
- Al Lettieri  (VF : Georges Aminel) : Frank Renda
- Linda Cristal (VF : Évelyn Séléna) : Nancy Chavez
- Paul Koslo (VF : François Leccia) : Bobby Kopas
- Frank Maxwell (VF : Michel Gudin) : le lieutenant McAllen
- Lee Purcell (VF : Marion Loran) : Wiley
- Taylor Lacher (VF : Michel Gatineau) : Gene Lundy
- Alejandro Rey (VF : Serge Lhorca) : Larry Mendoza
- Jordon Rhodes (VF : Yves-Marie Maurin) : Harold Ritchie
- Bert Santos (VF : Jacques Richard) : Julio Tamaz
- Vern Poter (VF : Georges Aubert) : le pompiste
- Richard Erdman (VF : Jean Berger) : Dick Richard
- Allen Pinson : un gorille de Kopas
- Bob Templeton : un gorille de Kopas
- Bill Morris : un officier de police
- James Reynolds (VF : Bachir Touré) : le prisonnier noir

## À noter
Mr. Majestyk est très souvent cité dans les films de Quentin Tarantino. Le réalisateur le cite souvent comme l'un de ses films préférés,,. Gary Oldman dans True Romance fait référence à la nonchalance de Charles Bronson et Michael Madsen décore sa caravane avec une affiche d’époque du film dans Kill Bill : Volume 2.